# Nemophas bicinctus
Nemophas bicinctus là một loài bọ cánh cứng trong họ Cerambycidae.